# Mamadou Taran Diallo
Pour les articles homonymes, voir Diallo.
Mamadou Taran Diallo, né en Guinée, est une personnalité politique guinéenne, Ministre des Droits de l'Homme et Libertés publiques dans le Gouvernement Kassory I de 2018 en 2021 après la démission du premier titulaire Kalifa Gassama Diaby en 2018 ,.
Auparavant il était inspecteur des services financiers et comptables.